# Metacritic
Metacritic (estilizado como metacritic) es un sitio web que recopila reseñas de álbumes de música, videojuegos, películas, programas de televisión y, anteriormente, libros.

## Descripción
En vez de calificar por el contenido, Metacritic usa reseñas hechas por otras páginas, o usuarios. Realizan una media de todas las reseñas recibidas, dando más importancia a las reseñas que consideren relevantes para hacer el conteo. De manera que no influirá lo mismo a la hora de hacer la media, la nota que haya puesto un usuario de internet, que una importante página de calificación de contenido.
Para efectuar la recomendación de la crítica, se emplean tres códigos de color: verde, amarillo y rojo. 
para tomar en cuenta buena crítica también hay que tomar en cuenta el número de críticas. Esto da una idea general de la valoración del producto entre los críticos y, en menor medida, el público.
| Indicación             | Indicación                | Videojuegos | Cine/Televisión/Música |
| ---------------------- | ------------------------- | ----------- | ---------------------- |
|                        | Aclamación universal      | 90–100      | 81–100                 |
| Generalmente favorable | 75–89                     | 61–80       |                        |
|                        | Mixta o de la media       | 50–74       | 40–60                  |
|                        | Generalmente desfavorable | 20–49       | 20–39                  |
| Desagrado total        | 0–19                      | 0–19        |                        |

La puntuación de los resultados a veces varían drásticamente, dependiendo de qué evaluación se anotó.

## Creación
Metacritic fue fundada en enero de 2001 por los hermanos Marc y Julie Doyle Roberts, junto a un compañero de clase de la Universidad del Sur de California, Jason Dietz.

## Películas
Metacritic enumera casi 9000 películas clasificadas por un marcador global. Al 2 de septiembre de 2019, las 10 mejores películas son:
| Número | Películas               | Fecha de estreno        | Puntuación |
| ------ | ----------------------- | ----------------------- | ---------- |
| 1      | Ciudadano Kane          | 4 de septiembre de 1941 | 100/100    |
| 2      | El padrino              | 11 de marzo de 1972     | 100/100    |
| 3      | La ventana indiscreta   | 1 de septiembre de 1954 | 100/100    |
| 4      | Casablanca              | 23 de enero de 1942     | 100/100    |
| 5      | Boyhood                 | 11 de julio de 2014     | 100/100    |
| 6      | Trois couleurs: Rouge   | 23 de noviembre de 1994 | 100/100    |
| 7      | Vértigo                 | 28 de mayo de 1958      | 100/100    |
| 8      | Notorious               | 6 de septiembre de 1946 | 100/100    |
| 9      | Cantando bajo la lluvia | 11 de abril de 1952     | 99/100     |
| 10     | Luces de la ciudad      | 7 de marzo de 1953      | 99/100     |